# 山野一
山野 一（やまの はじめ、1961年4月2日 - ）は、日本の漫画家。福岡県小倉市出身。立教大学文学部卒。本名は橋口 保夫（はしぐち やすお）。
『月刊漫画ガロ』1983年12月号掲載の「ハピネスインビニール」でデビュー。貧困や差別、電波、畸形、障害者などを題材にした反社会的な作風を得意とする特殊漫画家で「ガロ系」と呼ばれる日本のオルタナティヴ・コミック作家のなかでも極北に位置する最も過激な作風の鬼畜系漫画家であった。
前妻は同じく漫画家のねこぢる。ねこぢるの生前は共同創作者の役割を務め、ねこぢるの没後は「ねこぢるy」のペンネームでその作品を受け継いだ。

## 概要
『月刊漫画ガロ』1983年12月号掲載の「ハピネスインビニール」で漫画家デビュー。主に低所得層や工場労働者など底辺に位置する人物を主人公にした作風で、人間の業や現実の不条理、社会的マイノリティに対する悪意を、製図ペンを使用した端正なタッチで滑稽かつ入念に描きカルト的な人気を得る。ただし、単行本は絶版などで手に入りにくい。
最初期は丸尾末広、あるいはひさうちみちお的な描線でブラックユーモアの入り混じったシュールなSF作品や精神・知覚をテーマにした作品を『ガロ』誌上に発表していたが、日本経済がバブルに差し掛かろうとする1980年代半ばになると、ある特徴を持った漫画作品を断続的に発表する様になる。それらの作品群で主役となる人物は、窮乏あるいは荒廃した生活環境に置かれることになる。
底辺世界に着目した山野の作風は、『月刊漫画ガロ』1985年7月号より1年間に渡り連載された長編『四丁目の夕日』によって完全に構築され、山野は鬼畜系特殊漫画家の地位を24歳で確立する。同連載が終了したのち、主な活動の場を『ガロ』からエロ本に移し、主に荒廃した生活環境で「とことん抑圧」される人々を主人公にした不道徳な漫画作品を描くようになる。
1980年代から1990年代にかけて『夢の島で逢いましょう』『四丁目の夕日』『貧困魔境伝ヒヤパカ』『混沌大陸パンゲア』『どぶさらい劇場』などの異色単行本を青林堂から次々に発刊。その描写は極めて凄惨・過激で、貧困・差別・電波・不条理・奇形・障害者・工員・廃人・強姦・屍姦・近親相姦・児童虐待・ドラッグ・エログロ・スカトロ・カニバリズム・知覚神経・精神世界・新興宗教まで数多くのタブーを題材としたストーリーに滑稽さの入り混じる入念な表現で底辺社会の無間地獄を描き続けた。
山野の作風は鬼畜系の極北に位置するもので、最底辺生活者や畸形、狂人など差別表現の極北をエロ・グロ・スプラッタ描写を交えて執拗かつ徹底して描き切り、作中には道徳的倫理観を逆撫でするような露悪的、反社会的、反倫理的な表現が多用されているが、それに対してあっけらかんとしたブラックユーモアを織り交ぜることも多い。しかし、最終的にどこまでも報われない因果で陰鬱なストーリーを展開するため、特殊漫画家の根本敬と同様に読者を非常に選ぶものとなっている。また一見シビアなストーリーに知的障害者、身体障害者、ブルーカラー、ワンレン女、貧乏人、きちがい、薬物中毒者といったユニークなキャラクター性を持った人物を登場させたり、滑稽な行動や皮肉な発言を取り入れるなどした作風で、作品の過激な内容とは裏腹にギャグ要素が強いものが多く、鬼畜系の分野にギャグを持ち込んだ作家としては根本敬と並び元祖にあたる。
1990年からは妻であったねこぢるの共作者兼プロデューサー的な役割を務め、ねこぢると共に『ねこぢるうどん』『ねこ神さま』『ぢるぢる旅行記』などにまとめられた異色作品群を手掛け“ねこぢるムーブメント”を作り出した。1998年の末からは故・ねこぢるを継承した「ねこぢるy」の名義でも活動している。
その後、紆余曲折を経て2006年に再婚。2008年には双子が誕生し二女の父となる。これを機に創作活動を本格的に再開し、2010年からは画家としての活動も開始する。2013年には『ねこぢるyうどん』3巻以来11年ぶりとなる漫画単行本『おばけアパート前編』を発表、漫画家としての完全復活を果たす。2014年には育児漫画『そせじ』を山野一名義で発表し、Kindleから電子書籍版が既刊4巻まで発売されている。

## 経歴

### 生い立ち
1961年、小倉市（現・北九州市）の炭鉱町に生まれる。幼少期に三重県四日市市の団地に転居し、そこで少年時代を過ごす。父親は四日市ぜんそくの被告企業となった三菱化成工業の環境課に勤めており、公害問題の反対運動に対処する窓口役で、山野曰く「住民の抗議に曖昧な笑いを浮かべながらお茶を濁す様な役目」だったという。山野は当時の四日市について「住むとすぐに喘息になる街」と述べており、母親も排煙が原因で喘息を患い、山野も気管支炎で咳が止まらなかったという。
山野は自身の少年時代について「普通の公立学校に通って、特に目立たず、何もせずぼうっと暮らしていましたね。不良でもないし、インテリでもないし、読書家でもないし、スポーツもしない、本当に特徴のない子でしたね。あえて無理に言えば何もないっていうのが当時の印象ですね」と回想しており「育ったところに対して郷愁なんて何もない」と語っている。
『ガロ』1992年10月号「特殊漫画博覧会」で開かれた座談会では「子供の頃って言葉が通じなくて悩んだ事があるんですよ。誰でもこんな事思ってるんだろうな、っていうような事を友達とか親とかに言っても非常に意外そうな顔されるんですよね。言葉を正確に自分が使ってるつもりなのに、意味が伝達出来ないんですよ。で自分はおかしいんじゃないか、って思った事がありますよね」と少年時代から「会話が空転する」など周囲との違和感を感じていたと明かしている。
『危ない1号』第2巻のロングインタビューでも「小学校の頃、歩いて通学する道すがら、世界っていうのは自分の夢なんだと、ずっとそんなことばかり考えていたんですよ。それで、周囲の人と話しても、誰も僕の言葉を全く理解してくれなくて、みんなバカでこいつらとコミュニケーションしてもしょうがないと思いましたよ。自分の親にもそう思いましたね。例えば親と話してても、向こうの言うことは良くわかるんだけど、こっちの言うことは全然通じないんですよ。こっちの不満はほんの少しも理解してくれない。だから、もう拒絶するしかないんですよ。何を言っても通じない人間には話しかけても無駄だし、世の中の人すべてがそうなら、もう内側に籠もるしかないじゃないですか」と答えている。
1979年、高杉弾の自販機本『Jam』で蛭子能収の漫画『不確実性の家族』を読み特殊漫画に感化される。高校卒業後、立教大学に入学し、大学3年から4年にかけての時期に入部していた美術クラブで漫画を描き始める（美術部OBに『三丁目の夕日』の西岸良平がいる）。絵やデッサンに関しては全く習ったことが無く完全に独学だという。
吉永嘉明が行ったインタビューによると、山野は「大学2年か3年の時」に東京駅の八重洲口で「神の啓示を受けた」という（この「神」について山野は「なんだかわからないから神様といってます」と説明している）。その体験によって山野は、将来の自分の職業が「部屋にずっと籠もって何かを書く仕事」になるという展望を得た（この時点では、漫画家になるという明確な展望を得たわけではない）。また、インタビューの中で山野は、漫画を描くという労働の特徴として、「人と会わなくてすむ」ことを挙げている。その上で、インタビュー当時の話として、他人との持続的な接触が要求される状況で心理的重圧を受けていたことを述べている。

### 「山野一」として
大学4年の時に青林堂に漫画を持ち込み、『月刊漫画ガロ』1983年12月号に山野一名義で掲載された「ハピネスインビニール」で漫画家デビューする。後に山野は「これからバブルに突入していこうという時期、日本人の誰もが調子づき、浮かれ騒いでいた。文学部のボンクラ学生だった私にも、就職先はないではなかったが、そういう道になんの魅力も感じなかった。ドロップアウトする事に不安がないではなかったが、迷いも未練もなかった」と当時を振り返っている。
以後、『ガロ』で精神の内面や知覚神経をテーマとする作品を描いて活動するが、デビューから2年間は原稿料がまったく支払われず、アルバイトで飢えをしのいでいたという。しかし、この労働経験について山野は「非常に拭い難い汚点を残してしまった。自分は労働やそれに伴う人間関係を心底憎悪していたので、この時期は一番辛かった。私は社会人としての適性、特に人間関係に難があった。商社で徹夜でファックス番とかバイクでの書類運び、ホテルのマッサージの電話番など、なるべく人と接しないですむ仕事を選んだ。丸一日アパートにこもって、好きな漫画を描いていられる日は幸福だった。傍目にはとてもそうは見えなかっただろうが」と語っており、人生の汚点であったとしている。
1985年2月には初の単行本となる『夢の島で逢いましょう』が青林堂より刊行されるが、後に『ガロ』に寄稿したコラムの中で「初めて単行本が出て印税というものを受け取った時は思わず目頭が熱くなった、あんまり安くて。それも旋盤工の月給程度の金額を御丁寧にも5分割で払って下さるのだ。商品としての自分の漫画の価値がいかに低いものであるかという事をつくづく思い知らされた」と述べており、家賃1万6千円、風呂なし共同便所の殺風景な四畳半の木造アパートでガスも電話も止められ、荒廃した漫画家生活を送っていたという。
バブル景気で社会全体が軽佻浮薄な方向に流れ始めた1980年代半ばになると、ある特徴を持った漫画作品を断続的に発表する様になる。それらの作品群は現代社会を舞台とする作品で、主役となる人物は窮乏あるいは荒廃した生活環境に置かれている、または置かれることになる。
『ガロ』1985年7月号から1986年7月号まで全12回に渡り連載した長編『四丁目の夕日』では、町工場経営者の息子である高校生を中心として下町の懐かしい風景の中に潜む格差・貧困・家族の絆や友情の崩壊といった悲劇を漫画史上に残る過激な表現を織り交ぜて執拗に描き、人間を狂気に至らしめる「不幸のどん底」を滑稽さの入り混じった入念な表現で余すことなく徹底的に描き切った。本作は現在に至るまで「不朽の怪作」として読み継がれるロングセラーとなっている。
特殊歌人の枡野浩一や漫画編集者の浅川満寛は、不幸が不幸を呼ぶ徹底して救いのない山野作品について「この過剰ともいえる徹底したしつこさは凡百の作家の想像力をはるかに超えている」と評しており、特殊漫画家の根本敬は、山野の描き出す不幸のどん底を「逆に大乗仏教的ですらある」と評価している。後に山野は電子書籍版『四丁目の夕日』の「あとがき」の中で「社会になじめない劣等感、バブルで調子こいた世相への憎悪、そういった鬱屈を、この極端な作品を描くことで解消し、心のバランスをとっていたのかもしれない」と述べ、当時置かれていた環境による心理的重圧をもとに本作を構想したことを明かしている。
また『四丁目』の頃、山野の将来を悲観した両親から「田舎の水道局員か警察官になれ」と声をかけることもあったというが、山野はこれを拒否し、ついでに自分の単行本を何冊か実家に送りつけ、驚愕かつ落胆した両親から「おちんぽのようなものをあまりハッキリ描いてはいけないよ」と腫れ物に触るような返事をよこされたという。この件について山野は「それまで自分の仕事の内容を、親に伝えることはなかった。それをいきなり著書を送りつけられ、それには目を覆いたくなるような内容が、執念深く描き込まれていたわけだから、気の毒な話だ。一人息子はすでに十分おかしくなっていると思っても不思議はない。五十になった今思い返してみるに、本当に気が狂っていたような気もする」と後年回想している。
以後、1990年代半ばまでに発表された複数の短編や長編『どぶさらい劇場』でも、同様に念入りで滑稽な表現を伴いながら、貧乏あるいは不自由な状態に置かれ、「とことん抑圧」される人物が主な役割を果たしている。その一方で、1980年代後半の作品として、短編「のうしんぼう」のように、不明瞭で非現実的な生活の光景を丹念に描いたものがある。また、「大日如来」による「救済」についての短編「荒野のガイガー探知機」のように、仏教の象徴を描き、仏教の用語を使用している作品がある。その一方で、人物の現実認識の変調あるいは幻覚体験を題材とする作品もある。
また1980年代後半から1990年代前半にかけては『EVE』『SMファン』『SMセレクト』『月刊HEN』『月刊FRANK』『漫画スカット』『純情エンジェル』『S&Mスナイパー』（現在すべて休廃刊）などのエロ本（自販機本、SM誌、エロ劇画誌）で複数の短編作品を発表している。一方で『漫画パチンカー』『コミックスコラ』『リイドコミック』『グランドチャンピオン』などの一般向け青年誌でも作品を発表している。
現代社会を舞台とするオムニバス作品『カリ・ユガ』の一部のエピソードでは、ヒンドゥー教の用語が用いられ、宗教的な世界観や象徴が表現されている。それらの特徴に加えて『コミックスコラ』誌上に全24回に渡って連載された「山野一」としては最後の長編作品となる『どぶさらい劇場』では、神の世界など特殊な描写も交えて新興宗教の活動とその終焉を壮大なスケールで描いている。

### ねこぢるの「共同創作者」として
このように「山野一」として創作活動を行う一方で、山野の漫画に感銘を受け、1985年頃に押しかけ女房のような形で結婚した妻のねこぢるが「作・山野一 画・ねこぢるし」の共同名義で『ガロ』誌上に『ねこぢるうどん』を発表して1990年に漫画家デビューする。ねこぢるのデビュー以降、山野はねこぢるの「共同創作者」として裏方の役割を務めるようになり、ある時期からねこぢるの創作を全面的に補佐することが山野の主な活動となった。
二人には「極めて微妙」な役割分担があり、ねこぢるの発想やメモをもとに山野がストーリーをネームにして書き起こし「読める漫画」にまで再構成する役割などを担った（山野はこの作業を「翻訳」と述べている）。これらの連作は、ねこぢる自身の夢の中の体験を基にした支離滅裂で不条理な展開やドラッグ中毒のようにサイケデリックな描写が特徴的である。
当時流行していた悪趣味ブームに乗り、1990年代後半「ねこぢるムーブメント」が起こる。当時は『ガロ』から東京電力のCMまで仕事の幅は非常に幅広かった。デフォルメされた無邪気な絵柄とは裏腹にシュールを通り越して最早狂気の域に達している残酷なストーリーとのギャップに若年層の支持も集めたとされている。
ねこぢると山野はブームにより作品の量産を強いられ徹夜で漫画を描き続けたが、次第にねこぢるは精神が不安定となり奇行が目立つようになる。
1998年5月10日、東京都町田市の自宅でねこぢるは首吊り自殺を遂げた。

### 1998年5月10日以降
ねこぢるの死後、1998年の末から、ねこぢるが記録していた「夢のメモ」を元に山野がねこぢるの様式で描いた作品を、「作・ねこぢる 画・山野一」の共同名義で発表する。
以後、ねこぢるから継承したキャラクターを用いてねこぢるの様式で描いた漫画作品を「ねこぢるy」の名義で発表し始める。山野は『文藝』のインタビューで「ねこぢる」と「ねこぢるy」の違いについて「ねこぢる作品はねこぢるを山野がサポートしてできたものです。ねこぢるy作品は山野が単独でねこぢるのキャラクターを使用しているものです」と答えている。
『ガロ』2000年1月号より『ねこぢるうどん』の連載を再開する。しかし、2002年10月号を最後に『ガロ』が休刊、以後作品発表の場を失う。
2007年からは創造学園大学芸術学科漫画コースの講師として2年間勤務する。2010年には画家としての活動も開始、発表済みまたは発表予定の絵画作品には、全てねこぢる及びねこぢるyの漫画作品のキャラクターである「にゃーこ」と「にゃっ太」が登場している。
2013年、『ねこぢるyうどん』の3巻以来11年ぶりとなる漫画単行本『おばけアパート前編』を「ねこぢるy」の名義で上梓、漫画家活動を本格的に再開する。
私生活では2006年に再婚し、2008年6月26日に双子姉妹が誕生する。新しい家族との生活は2014年からKindleストアで個人出版されている描き下ろし育児漫画『そせじ』（山野一名義）に描かれている。これは山野一名義の新刊としては1994年刊行の『どぶさらい劇場』以来実に20年ぶりとなるが、かつての山野作品とは一線を画した愛らしいほのぼのとした作風となっており、山野は「元・鬼畜系漫画家」と紹介されている。

## ねこぢるとの創作上の関係

### ねこぢるとの相互影響
山野によると、ねこぢるの最初の漫画は、ねこぢるが「チラシの裏など」に描いていた「奇妙なタコのようなネコの絵」をモチーフとして、山野がストーリーを書くことから始まった。二人には「極めて微妙」な役割分担があり、外部の人間をアシスタントとして入れることができなかったため、山野がねこぢるの「唯一の共同創作者」であった。
初期のねこぢる作品である『ねこぢるうどん』では、『ガロ』1992年2・3月合併号まで掲載時に山野一が原作者としてクレジットされていた（以降「ねこぢる」名義に統一）。また、1980年代の山野作品に描かれていた物が、ねこぢる作品の中に現れることがある。他方、1990年代前半の山野作品である『カリ・ユガ』や『どぶさらい劇場』に、ねこぢる作品のキャラクターである「にゃーこ」や「にゃっ太」の絵が描かれている箇所がある。
ねこぢるのルポルタージュ漫画作品『ぢるぢる旅行記』では、ねこぢると「旦那」の二人によるインドやネパールでの旅が描かれている。また、ねこぢるが自身の私生活を題材とした作品『ぢるぢる日記』にも、「鬼畜系マンガ家」である「旦那」が登場している。
ねこぢるの死後、山野は雑誌に寄稿した「追悼文」の中で、ねこぢるの創作的な感性と可能性について、「ねこぢるは右脳型というか、完全に感性がまさった人で、もし彼女が一人で創作していたら、もっとずっとブッ飛んだトランシーな作品ができていたことでしょう」と評価している。また、1998年5月以前の自身の活動については、「私も以前は、だいぶ問題のある漫画を描いていたものですが、“酔った者勝ち”と申しましょうか…。上には上がいるもので、ここ数年はほとんどねこぢるのアシストに専念しておりました」と打ち明けている。
一方、同じ頃に他の雑誌に寄稿した「読者のみなさんへ」と題する文章の中では、ねこぢるの死について、「故人の遺志によりその動機、いきさつについては、一切お伝えすることができません」と明言すると共に、「生前、彼女が作品化するため、書きとめていた夢のメモを、私がいずれ描くことで、読者の方々への説明とさせていただきます」と述べている。後に山野は、ねこぢるが見た夢の内容の記録である「夢のメモ」に基づく漫画作品を、ねこぢるの作画様式に従って描いた。それらの作品は、「作・ねこぢる 画・山野一」という名義で発表された。その後、山野は「ねこぢるy」の名義で漫画の創作を始めた。山野は、ねこぢる作品の主要なキャラクターを受け継ぎ、ねこぢるの創作様式を踏襲する一方で、コンピュータによる作画を全般的に採り入れた。

## 人物

### 嗜好
身長183cm、体重62kg。好きな音楽はテクノやゴアトランス（特定のアルバムではサイキックTVの『Dreams Less Sweet』やユニオンジャックの『There Will Be No Armageddon』あるいはX-Dreamの『Radio』などを好む）。
基本的に本も漫画も映画もテレビもほとんど見ない読まないというが、アニメでは湯浅政明監督の『四畳半神話大系』、ドラマでは『ウォーキング・デッド』、映画ではデヴィッド・リンチ監督の『イレイザーヘッド』、漫画家では特殊漫画家の根本敬、丸尾末広、花輪和一、水木しげる、日野日出志、ジョージ秋山、花くまゆうさく、特定の漫画では古谷三敏の『ダメおやじ』（曙出版刊）や楠みちはるの『シャコタン・ブギ』などを好む。友人編集者の吉永嘉明は山野について「何かに触発されて描く、学習しながらテーマを練り上げるというタイプではなく、おそらく、生来の気質がアーティスティックな感性を伴って描かせるのだろう」と指摘している。
山野一名義で活動する上で明確な影響を受けた漫画家はいないというが、高校時代に自動販売機で購入した伝説的自販機本『Jam』に掲載されていた蛭子能収の再デビュー作『不確実性の家族』には大ショックを受けたという。山野は後に「巷に氾濫してる手塚をルーツとするようなマンガとは、まったく別のものを見せられたようで、あ、こういうのもアリなんだ、と目から鱗が落ちたような気がしました。あの人の頭の中は虚無の暗黒宇宙が広がってますよ」と語っている。

### 容姿・性格
山野はその作風からは想像もつかない長身と端正な顔立ちで知られており、初期の頃から作品を高く評価していた青山正明は「山野氏は背も高く、かなりの二枚目である。何か相当のコンプレックスがあるのだろうか」と作者と作品の非一致を早くから指摘していた。友人の吉永嘉明も「山野一さんは常識的で真面目でクールな人で二枚目の男性だ。ねこぢるよりもむしろ山野さんこそ不思議で『四丁目の夕日』とか『混沌大陸パンゲア』とか、なんであんな分裂的で過激な作品を描くのかよくわからない」と打ち明けている。
これに関して友人漫画家の根本敬は「（ねこぢると山野は）二人とも本当はよく似てる」「ただの共作者とか夫婦とか友人とかとは違う、ジョンとヨーコ以上の何か深いものを感じていた」としながら「社会とのつながりを最低限ちゃんと保つために役割分担をしないと社会と折り合っていけないから、山野さんだって本来そういう人じゃなくても、ねこぢるがいることによって、そう演じざるを得なかった」と分析している。
なお、山野は鬼畜漫画を描き続ける動機について「鼻をかんだりクソしたりせんずりこくのと一緒」とインタビューで答えており、「自分の中に同化できないようなものを出しちゃってるんだと思います。それが不満というものなんでしょうね」と回答している。

## 作品

### 漫画単行本
山野一名義の単行本は文庫版『四丁目の夕日』以外は現在すべて絶版のため通常の書店での入手は完全に不可能である。

#### 「山野一」名義
一部の作品は成年コミックに指定されている。
- 『夢の島で逢いましょう』- 1985年初版・2000年再版 （青林堂・絶版）
- 『四丁目の夕日』 - 1986年初版・1999年再版 （青林堂・絶版）
- 『貧困魔境伝ヒヤパカ』 - 1989年初版[* 8]・1999年再版 （青林堂・絶版）
- 『混沌大陸パンゲア』 - 1993年初版・1999年再版 （青林堂・絶版）
- 『どぶさらい劇場』 - 1994年初版・1999年再版 （青林堂・絶版）
- 『ウオの目君』 （全4巻 青林堂・絶版）
- 『そせじ』 - 2014年-継続中 （既刊3巻 Kindle）
- 『大難産』 - 2020年 （全1巻 文藝春秋）

#### 「ねこぢるy」名義
- 『ねこぢるyうどん』 - 2000年-2002年連載 （全3巻青林堂・絶版）
- 『インドぢる』 - 2003年 （文春ネスコ・絶版）
- 『おばけアパート前編』 - 2013年 （アトリエサード）
- 『汁ゾンビ』 - 2024年　(全1巻 Kindle)

### 漫画作品

#### 「山野一」の主な漫画作品
この表では、「山野一」の名義で発表された漫画作品のうち、単行本に収録されているものを示している。
- 作品の順番は、作品を収録している単行本が最初に出版された日付の順に従っている。
- 「短編」形態の作品の順番は、単行本の目次に記載されている作品名の順番に即している。

| 作品名                    | 形態                | 作品を収録している単行本      | 初出                              |
| ------------------------- | ------------------- | ----------------------------- | --------------------------------- |
| 畜膿三代                  | 短編                | 夢の島で逢いましょう (1985年) | ガロ 1985年1月号                  |
| 食の探求者                | 短編                | 夢の島で逢いましょう (1985年) | ガロ 1984年12月号                 |
| アホウドリ                | 短編                | 夢の島で逢いましょう (1985年) | ガロ 1984年11月号                 |
| 白鳥の湖                  | 短編                | 夢の島で逢いましょう (1985年) | ガロ 1985年2・3月号               |
| タブー                    | 短編                | 夢の島で逢いましょう (1985年) | ガロ 1984年2・3月号               |
| DREAM ISLAND              | 中編                | 夢の島で逢いましょう (1985年) | ガロ 1984年8月号～10月号          |
| 四丁目の夕日              | 長編                | 四丁目の夕日 (1986年)         | ガロ 1985年7月号～1986年7月号     |
| 人間ポンプ                | 短編                | ヒヤパカ (1989年)             | 漫画スカット (20-22)              |
| きよしちゃん 紙しばいの巻 | 短編                | ヒヤパカ (1989年)             | ガロ 1987年9月号                  |
| GOGOやくたたず            | 短編                | ヒヤパカ (1989年)             | 漫画スカット (17)                 |
| ビーバーになった男        | 短編                | ヒヤパカ (1989年)             | 漫画スカット (7)                  |
| 荒野のガイガー探知機      | 短編                | ヒヤパカ (1989年)             | 漫画スカット (24)                 |
| ハネムーン                | 短編                | ヒヤパカ (1989年)             | 漫画スカット (5)                  |
| パチンコのある部屋        | 短編                | ヒヤパカ (1989年)             | 漫画スカット (2)                  |
| 旅情                      | 短編                | ヒヤパカ (1989年)             | 漫画スカット (4)                  |
| 荒野のハリガネ虫          | 短編                | ヒヤパカ (1989年)             | 漫画スカット (13-14)              |
| 星の博士                  | 短編                | ヒヤパカ (1989年)             | 漫画スカット (8)                  |
| 押入れの女                | 短編                | ヒヤパカ (1989年)             | 漫画スカット (3)                  |
| 侏儒の家                  | 短編                | ヒヤパカ (1989年)             | 漫画スカット (25)                 |
| 太陽とダリヤ              | 短編                | ヒヤパカ (1989年)             | 漫画スカット (19)                 |
| のうしんぼう              | 短編                | ヒヤパカ (1989年)             | ガロ 1988年12月号                 |
| カリ・ユガ                | オムニバス (全7話)  | 混沌大陸パンゲア (1993年)     | グランドチャンピオン 1992年1～7号 |
| 脳梅三代                  | 短編                | 混沌大陸パンゲア (1993年)     | 月刊FRANK 1992年7月号             |
| むしゃむしゃむソーセージ  | 短編                | 混沌大陸パンゲア (1993年)     | 月刊HEN 1991年5月号               |
| 工員                      | 短編                | 混沌大陸パンゲア (1993年)     | 月刊FRANK 1993年2月号             |
| さるのあな                | 短編                | 混沌大陸パンゲア (1993年)     | 月刊HEN 1990年8月号               |
| 走れタキシェ              | 短編                | 混沌大陸パンゲア (1993年)     | 漫画スカット 1990年1月号          |
| 花嫁の花園                | 短編                | 混沌大陸パンゲア (1993年)     | 漫画スカット 1990年2月号          |
| 壁                        | 短編                | 混沌大陸パンゲア (1993年)     | 月刊HEN 1991年12月号              |
| Closed Magic Circle       | 短編                | 混沌大陸パンゲア (1993年)     | 月刊HEN 1991年11月号              |
| SCHIZOID-ZONE             | 短編                | 混沌大陸パンゲア (1993年)     | 月刊FRANK 1992年10月号            |
| 水産                      | 短編                | 混沌大陸パンゲア (1993年)     | 月刊FRANK 1993年5月号             |
| 火星法経会                | 短編                | 混沌大陸パンゲア (1993年)     | 月刊FRANK 1993年6月号             |
| ラヤニール                | 短編                | 混沌大陸パンゲア (1993年)     | 月刊FRANK 1992年8月号             |
| パンゲア                  | 短編                | 混沌大陸パンゲア (1993年)     | 月刊FRANK 1993年1月号             |
| ムルガン                  | 短編                | 混沌大陸パンゲア (1993年)     | 月刊FRANK 1992年9月号             |
| どぶさらい劇場            | 長編                | どぶさらい劇場 (1994年)       | コミックスコラ                    |
| ウオの目君                | 長編                | ウオの目君 (1994年)           | リイドコミック 1990年～1996年     |
| たん壺劇場                | オムニバス (全25話) | 夢の島で逢いましょう (2000年) | マガジン・バン 1997年～1999年     |
| そせじ                    | 描き下ろし          | そせじ (2014年)               | Kindle 2014年～                   |

#### 「山野一」の主な単行本未収録作品
この表では、「山野一」の名義で発表された漫画作品のうち、現在まで単行本に収録されなかった作品を示している。
- 作品の順番は、作品が最初に発表された雑誌の初出順に従っている。

| 作品名                                                 | 形態  | 初出                                                                     |
| ------------------------------------------------------ | ----- | ------------------------------------------------------------------------ |
| ハピネスインビニール                                   | 短編  | ガロ 1983年12月号                                                        |
| フルジョアジーの秘密                                   | 短編  | ガロ 1984年1月号                                                         |
| アルバイト                                             | 短編  | ガロ 1984年7月号                                                         |
| ?                                                      | 不明  | イヴ 掲載年月日不明（アリス出版）                                        |
| ララ物質の秘密                                         | 中編  | ガロ 1985年5月号～6月号                                                  |
| 猟奇事件簿その1 タイトル不明                           | 短編  | SMファン 1986年6月号                                                     |
| 猟奇事件簿その2 タイトル不明                           | 短編  | SMファン 1986年7月号                                                     |
| ブリの話                                               | 短編  | ガロ 1986年8月号                                                         |
| 猟奇事件簿その3 タイトル不明                           | 短編  | SMファン 1986年8月号                                                     |
| 猟奇事件簿その4 タイトル不明                           | 短編  | SMファン 1986年9月号                                                     |
| 睡蓮                                                   | 短編  | ガロ 1986年9月号                                                         |
| 猟奇事件簿その5 タイトル不明                           | 短編  | SMファン 1986年10月号                                                    |
| 猟奇事件簿その6 タイトル不明                           | 短編  | SMファン 1986年11月号                                                    |
| きよしちゃんのおつかい                                 | 短編  | ガロ 1986年11月号                                                        |
| 猟奇事件簿その7 タイトル不明                           | 短編  | SMファン 1986年12月号                                                    |
| 出前物語                                               | 短編  | ガロ 1986年12月号                                                        |
| 猟奇事件簿その8 ホワイト・ライプ・ピーチ               | 短編  | SMファン 1987年1月号                                                     |
| 猟奇事件簿その9 梅の咲く花                             | 短編  | SMファン 1987年2月号                                                     |
| 猟奇事件簿その10 タイトル不明                          | 短編  | SMファン 1987年3月号                                                     |
| HOLY MEN RUN                                           | 短編  | ハイパーカルトコミック カリスマ No.1 （1987年3月 青山正明編 大正屋出版） |
| アパートの魔神                                         | 短編  | SMセレクト 1987年3月号                                                   |
| 猟奇事件簿その11 タイトル不明                          | 短編  | SMファン 1987年4月号                                                     |
| きよしちゃんの剣道一直線                               | 短編  | ガロ 1987年4月号                                                         |
| 猟奇事件簿その12 淫らな復讐鬼                          | 短編  | SMファン 1987年5月号                                                     |
| 猟奇事件簿その13 招かれざる客                          | 短編  | SMファン 1987年6月号                                                     |
| 猟奇事件簿その14 新宿サイケデリア                      | 短編  | SMファン 1987年7月号                                                     |
| 猟奇事件簿その15 路地裏の天国                          | 短編  | SMファン 1987年8月号                                                     |
| 猟奇事件簿その16 地獄に堕ちた女子大生                  | 短編  | SMファン 1987年9月号                                                     |
| ?                                                      | 短編  | 阿修羅 創刊号 （1987年9月 青山正明編 大正屋出版）                        |
| 猟奇事件簿その17 なめ屋の習性                          | 短編  | SMファン 1987年10月号                                                    |
| 猟奇事件簿その18 戦災母子受難                          | 短編  | SMファン 1987年11月号                                                    |
| エディプスの天女                                       | 長編  | SMセレクト 1987年12月号 1988年2・6・10・12月号 1989年3月号（他多数）     |
| 夢魔                                                   | 短編  | SMセレクト 1988年8月号                                                   |
| マイホームでナーイス                                   | 短編  | 漫画スカット 1988年8月号～9月号                                          |
| 隷女陳列棚                                             | 短編  | SMセレクト 1989年4月増刊 調教塾                                          |
| ヘメンテリアM                                          | 短編  | エキセントリック Vol.6 （青山正明編 1990年8月1日発行）                   |
| 豚の王国                                               | 短編  | 月刊HEN 1990年9月号                                                      |
| 女子校青スジ物語                                       | 短編  | コミックGiga 1990年9月25日号                                             |
| 黄金の誕生日                                           | 短編  | 月刊HEN 1991年1月号                                                      |
| ?                                                      | 短編  | 月刊HEN 1991年2月号                                                      |
| 女中の鏡                                               | 短編  | 月刊HEN 1991年6月号                                                      |
| 暑い夏                                                 | 短編  | ガロ 1991年9月号                                                         |
| ?                                                      | 不明  | 漫画パチンカー 掲載年月日不明                                            |
| ?                                                      | 短編  | 月刊FRANK 1992年4月号                                                    |
| THE Bottom of Deposit                                  | 短編  | 月刊HEN 1992年5月号                                                      |
| おねえちゃんの卵                                       | 短編  | 月刊FRANK 1992年11月号                                                   |
| MASK IN THE OBSCURE                                    | 短編  | 月刊FRANK 1993年3月号                                                    |
| 瘋癲老人日記                                           | 短編  | 月刊FRANK 1993年4月号 ガロ 1994年2月号（再録）                           |
| 蟹工船                                                 | 短編  | 月刊FRANK 1993年7月号 ガロ 1997年1月号（再録）                           |
| (有) ニルヴァーナ電波塔 VOL.1 愛があるからだいじょうぶ | 短編  | 純情エンジェル 1994年11月号 VOL.75                                       |
| (有) ニルヴァーナ電波塔 VOL.2 あっちの世界             | 短編  | 純情エンジェル 1994年12月号 VOL.76                                       |
| (有) ニルヴァーナ電波塔 VOL.3 巨大少女                 | 短編  | 純情エンジェル 1995年1月号 VOL.77                                        |
| (有) ニルヴァーナ電波塔 VOL.4 PSYCO-ANGEL              | 短編  | 純情エンジェル 1995年2月号 VOL.78                                        |
| (有) ニルヴァーナ電波塔 VOL.5 セーラートーホグR        | 短編  | 純情エンジェル 1995年3月号 VOL.79                                        |
| 恋のナイトドライブ 労働者カップル♥コージ&民江          | 短編  | 純情エンジェル 1995年4月号 VOL.80 ガロ 1995年7月号（再録）               |
| きのどくなお姫さま                                     | 4コマ | 危ない1号 第3巻 1997年9月発行                                            |
| そのよーにして♥                                        | 短編  | BUBKA 1998年1月号                                                        |
| 火星波止場                                             | 連載  | BURST HIGH                                                               |
| 目指せ!パットウェブでWEBクリエイター!!                 | 広告  | パットウェブ                                                             |

#### ねこぢるとの共同名義
- 作品の順番は、作品が最初に発表された雑誌の初出順に従っている。

| 作品名                                         | 名義                              | 作品を収録している単行本                      | 初出                |
| ---------------------------------------------- | --------------------------------- | --------------------------------------------- | ------------------- |
| ねこぢるうどん                                 | 画・ねこぢるし 作・山野一         | ねこぢる 『ねこぢるうどん』 青林堂 1992年     | ガロ 1990年6月号    |
| ねこぢるうどん「かぶとむしの巻」               | 画・ねこぢるし 作・山野一         | ねこぢる 『ねこぢるうどん2』 青林堂 1995年    | ガロ 1990年7月号    |
| ねこぢるうどん「じてんしゃでゴーの巻」         | 画・ねこぢるし 作・山野一         | ねこぢる 『ねこぢるうどん2』 青林堂 1995年    | ガロ 1990年8月号    |
| ねこぢるうどん「さばの天ぷらの巻」             | 画・ねこぢるし 作・山野一         | ねこぢる 『ねこぢるうどん2』 青林堂 1995年    | ガロ 1990年9月号    |
| ねこぢるうどん「いいさかなの巻」               | 画・ねこじるし〔ママ〕 作・山野一 | ねこぢる 『ねこぢるうどん3』 文藝春秋 1999年  | ガロ 1990年10月号   |
| ねこぢるうどん「のぐちひでよの巻」             | 画・ねこぢるし 作・山野一         | ねこぢる 『ねこぢるうどん2』 青林堂 1995年    | ガロ 1990年11月号   |
| ねこぢるうどん「へんなももの巻」               | 画・ねこぢるし 作・山野一         | ねこぢる 『ねこぢるうどん2』 青林堂 1995年    | ガロ 1990年12月号   |
| ねこぢるうどん「しっこちっこぴゅーしゅーの巻」 | 画・ねこぢるし 作・山野一         | ねこぢる 『ねこぢるうどん』 青林堂 1992年     | ガロ 1991年1月号    |
| ねこぢるうどん「□ぬごろしの巻」                | 画・ねこぢるし 作・山野一         | ねこぢる 『ねこぢるうどん2』 青林堂 1995年    | ガロ 1991年2・3月号 |
| ねこぢるうどん「大魔導師の巻」                 | 作・山野一 画・ねこぢるし         | ねこぢる 『ねこぢるうどん』 青林堂 1992年     | ガロ 1991年4月号    |
| ねこぢるうどん「がの巻」                       | 作・山野一 画・ねこぢるし         | ねこぢる 『ねこぢるうどん2』 青林堂 1995年    | ガロ 1991年5月号    |
| ねこぢるうどん「かたつむりの巻」               | 画・ねこぢる 作・山野一           | ねこぢる 『ねこぢるうどん』 青林堂 1992年     | ガロ 1991年6月号    |
| ねこぢるうどん「たんこぶ屋の巻」               | 画・ねこぢる 作・山野一           | ねこぢる 『ねこぢるうどん』 青林堂 1992年     | ガロ 1991年8月号    |
| ねこぢるうどん「川ぞいの家の巻」               | 画・ねこぢる 作・山野一           | ねこぢる 『ねこぢるうどん』 青林堂 1992年     | ガロ 1991年9月号    |
| ねこぢるうどん「ねこさいばんの巻」             | 画・ねこぢる 作・山野一           | ねこぢる 『ねこぢるうどん』 青林堂 1992年     | ガロ 1991年10月号   |
| ねこぢるうどん「たましいの巻」                 | 画・ねこぢる 作・山野一           | ねこぢる 『ねこぢるうどん』 青林堂 1992年     | ガロ 1991年12月号   |
| ねこぢるうどん「クリスマスの巻」               | 画・ねこぢる 作・山野一           | ねこぢる 『ねこぢるうどん』 青林堂 1992年     | ガロ 1992年1月号    |
| ねこぢるうどん「かわらのこの巻」               | 画・ねこぢる 作・山野一           | ねこぢる 『ねこぢるうどん2』 青林堂 1995年    | ガロ 1992年2・3月号 |
| にゃーことにゃっ太の夏休み 《後編》            | 作・ねこぢる 画・山野一           | ねこぢる 『ねこぢるせんべい』 集英社 1998年   | 描き下ろし          |
| とうめい                                       | 作・ねこぢる 画・山野一           | ねこぢる 『ねこぢるうどん1』 文藝春秋 1998年  | 描き下ろし          |
| へんないえ                                     | 作・ねこぢる 画・山野一           | ねこぢる 『ねこぢるうどん2』 文藝春秋 1999年  | 描き下ろし          |
| 探偵                                           | 作・ねこぢる 画・山野一           | ねこぢる 『ねこぢるうどん 3』 文藝春秋 1999年 | 描き下ろし          |

## 評価・分析
- 青山正明 - 僕の頭の中では、山野一氏と根本敬氏は、ゲス漫画家の双璧である。この世の、永遠になくなることなき悲劇に照準を合わせ、日本の現実を踏まえたうえで徹底的にえぐっていく。短編も好きだが、願わくば、もっとむごい大部の長編作を描いてもらいたいものである[32]。
- 高市俊皓 - ジョン・ウォーターズや山野一の素晴らしいところは、山田花子の言う「常識の嘘」を徹底的に暴き出し木っ端微塵に粉砕してしまうところだ。見ていて爽快な気分になる[33]。
- 吉永嘉明 - 当時の山野一さんの作品は、貧乏人や愚かでどうしようもない人たちの業が渦巻く、ベタベタにリアルに描き込んだ世紀末の煩悩漫画だった。「人とは、なんとどうしようもない存在なのだろう」ということを、これでもかと描き、諦めたような不条理な作風は、良識派からは評価されにくいタイプのもので、カルトな人気の高い作家だった。そんな彼の漫画は、僕のような少数派を自認し、ルサンチマンを抱えた者には、独特の「癒し効果」のようなものがあった。「ああ、やっぱりそうだよな……」山野一さんの漫画を読むと、いつもそうつぶやくのだった[34]。
- 唐沢俊一 - だれもが知っている、しかし言葉にしたがらない本質、その上に描き出される残虐性と、運命のどうしようもない救われなさ。人間が、同じ人間の姿で最も見たくないと思っているような下劣な部分をこの作者は容赦なく、描きあばく。描いていて自分もイヤにならないだろうか。どういう精神構造をしているのだろうか。よほど、人間の悪趣味な部分に興味があるのだろう。見るのがイヤだイヤだと思いながらも、しかしページをめくらざるを得ないという、マゾヒスティックな感覚を味わわせてくれる[35]。
- 永山薫 - イヤハヤ言語道断なマンガ家が出現したものだ。その作品たるや気の弱い婦女子ならば一読三嘆、三日三晩はウナされること確実の、衛生博覧会と因果物の見世物とトッド・ブラウニングの『フリークス』とジョン・カーペンターの『遊星からの物体X』の濃縮混合エキスの如き代物である。このキモチワルサは、只単にフリークスやワケのわからない蛆虫、ミミズ、廻虫の類がワンサと画面にあふれているからだけではない。キモチワルイ絵なら絵心さえあればサルだって描ける。山野のキモチワルサは、そのキモチワルサが常に人間の肉体から発していると云う極めて生理的なキモチワルサなのだ。彼の本領、即ち生理的肉体に対するこだわり。つまり人間の肉体そのものの内在する気色悪さ、訳の判らなさ。つまり、外見はさほどではなくとも皮一枚下に、ドロドログニャグニャのハラワタ、ミミズの如き血管、神経、さらにはサナダ虫、廻虫、ぎょう虫、包虫等々と云った考えるだにオゾケ立つキモチワルイモノを秘匿している肉体を持って生きるコトのキモチワルサ。とにかくとんでもない想像力の持ち主の登場に拍手を贈ろうではないか[36]。
- 大塚恭司 - レトリックのうまさだけが評価され氾濫する世の中で、山野氏の作品はいかに最短距離で本質に到達するかという事に賭けている。そして「自分が面白い」と思う感覚に忠実である事に微塵の揺らぎも無い。処女短編集『夢の島で逢いましょう』では混沌としていた作風が、第二作『四丁目の夕日』で確立され、第三作『ヒヤパカ』では「最短距離で本質に到達する」という抽象性における特質が見事に開花し、それは驚異的な完成度を持つ作品集に仕上がっている。最新作『混沌大陸パンゲア』は、その名の通りもう一度混沌とした世界に立ち返っている様にも見受けられ、それは山野氏が作家として螺旋状に進化していく一過程の様で興味深い。異色の作品を創り出す氏だが、作家としての進化は、非常にシンプルで正統な道を歩んでいるのかも知れない。或る作風で驚異的完成度の域に到達した作家が、その後抽象性においてどんなひろがりを見せていくのか? 『パンゲア』は、その可能性を暗示する過渡期の作品集であり、それ自体の作品としての面白さと同時に、作家山野一の今後をゾクゾクする程期待させる物になっている。ブラフばかりで構築された世界。そしてブラフばかりで構築された人々の世界観。自分の世界観があまりに下らないことに気づいた時こそ山野作品を読むのにふさわしい時である。山野作品は、その唾棄すべき世界観を一気にクラッシュしてくれる[37]。

## インタビュー

### 山野一名義
- 『月刊漫画ガロ』1992年6月号（青林堂）ねこぢるインタビュー「ゲームの世界に生まれたかった」
- 『月刊漫画ガロ』1992年10月号「特集／特殊漫画博覧会」（青林堂）「『特殊草加漫画学会』旗揚記念座談会 目指すは特殊漫画千年後の王国」（根本敬・杉作J太郎・上原摩泥・友沢ミミヨとの座談会）
- 『月刊漫画ガロ』1994年2月号（青林堂）「混沌大陸パンゲア刊行記念 山野一インタビュー」
- 『ユリイカ』1995年4月臨時増刊号／総特集=悪趣味大全（青土社）山野一インタビュー「カースト礼賛」
- 『危ない1号』第2巻 吉永嘉明「ロングインタビュー山野一」（1996年 データハウス）
- 『実話GON!ナックルズ』2006年5月号（ミリオン出版）「対談◎吉永嘉明×山野一『自殺されちゃった僕たち』」
- 『DVD BURST』2005年2月号（コアマガジン）「鼎談◎吉永嘉明×山野一×根本敬『自殺されちゃった僕』刊行特別鼎談」
- 『ねこぢる大全/下』（2008年 文藝春秋）「対談 根本敬（特殊漫画家）×山野一（漫画家）」
- そせじkindle版応援サイト（2014年）
- おおこしたかのぶ『美少女マンガ創世記 ぼくたちの80年代』（2014年 徳間書店）※初出は『うぶモード』2012年4月号（コアマガジン）の山野一インタビュー『三丁目と四丁目のあいだに……』（おおこしたかのぶの連載『伝説マンガ紀行 おたくのほそ道』より）
- 『月刊YOU』2018年4月号（集英社）「漫画家さんの動物記」

### ねこぢるy名義
- 『文藝』2000年夏季号「ねこぢる／ねこぢるy（山野一）さんにまつわる50の質問」（河出書房新社）
- 『月刊漫画ガロ』2000年6月号（青林堂）
- 『月刊漫画ガロ』2001年1月号（青林堂）
- 『月刊漫画ガロ』2001年6月号（青林堂）
- 『トーキングヘッズ叢書』No.52「コドモのココロ―危ういイノセンス」（2012年10月/アトリエサード） - ねこぢるy（山野一）インタビュー「無表情で、単純に描いてあるけど何かが宿っているような、そんな“にゃーこ”と“にゃっ太”はどこから生まれてきたのか」（取材・文＝西川祥子）

### 寄稿文
- 『ガロ曼荼羅』1991年 TBSブリタニカ 176頁「ガロ編集部」
- 『月刊漫画ガロ』1993年6月号（青林堂）山野一「食えませんから」
- ねこぢる 『ねこぢるせんべい』集英社 1998年 136頁-137頁「あとがき バイオレント・リラクゼーション - ウェイバックマシン（2019年2月28日アーカイブ分）」（夫・漫画家 山野一）
- ねこぢる『ねこぢるまんじゅう』文藝春秋 1998年 112頁-113頁「あとがき」（漫画家 山野一）
- 山野一「特別寄稿・追悼文」『まんがアロハ！増刊「ぢるぢる旅行記総集編」7/19号』、ぶんか社、1998年7月19日、166頁。
- 山野一「読者のみなさんへ」『月刊コミックビンゴ』第3巻第9号、文藝春秋、1998年7月1日、195頁。
- 山野一『四丁目の夕日』扶桑社文庫 Kindle版あとがき「四丁目の頃」

## 展示

### 個展
- 2010.10.5-10.9 『ねこぢるyの世界2010』 渋谷ポスターハリスギャラリー
- 2011.3.4-3.13 ねこぢるy個展 『湾曲した記憶』 渋谷ポスターハリスギャラリー
- 2011.9.17-9.26 山野一とねこぢるy個展 『失地への帰還』 渋谷ポスターハリスギャラリー
- 2013.11.1-11.17 漫画家生活30周年記念 『ねこぢるy（山野一）新作漫画原画&絵画展2013』 渋谷ポスターハリスギャラリー
- 2015.8.20-9.5 山野一/ねこぢるy個展 『そこいらの涅槃（ニルヴァーナ）』 ぎんけいさろん&ギャラリー 東京銀座
- 2016.7.7-8.30 ねこぢる・ねこぢるy・山野一作品展 『ねこぢるのなつやすみ』 不思議博物館分室サナトリウム 福岡天神
- 2017.1.19-2.4 ねこぢる生誕50周年記念 『ねこぢる&ねこぢるy展』 ぎんけいさろん&ギャラリー 東京銀座
- 2018.3.23-4.7 ねこぢる・山野一・ねこぢるy展2018「幸せの成り行き」ぎんけいさろん&ギャラリー 東京銀座